# Natalia Doumtcheva
Pour les articles homonymes, voir Doumtcheva.
Natalia Doumtcheva (en russe : Наталья Думчева) est une joueuse de volley-ball russe née le 19 juin 1992 à Moscou. Elle mesure 1,96 m et joue au poste d'attaquante.

## Clubs
| Club                    | De        | À         |
| ----------------------- | --------- | --------- |
| SDUSHOR-65              | 2005-2006 | 2007-2008 |
| VK Loutch Moscou        | 2008-2009 | 2008-2009 |
| Anorthosis Famagosta    | 2009-2010 | 2010-2011 |
| Nadejda Serpoukhov      | 2011-2012 | 2011-2012 |
| Puntotel Sala Consilina | août 2012 | oct 2012  |
| Avtodor-Metar           | 2012-2013 | 2012-2013 |
| VK Fortouna             | 2014-2015 | 2014-2015 |
| VK Voronej              | 2015-2016 | 2016-2017 |
| VK Proton Saratov       | 2017-2018 | 2018-2019 |
| VK Minsk                | 2019-2020 | 2019-2020 |
| Zaretchie Odintsovo     | 2020-2021 | …         |

## Palmarès
- Championnat de Chypre
  - Vainqueur : 2010.
  - Finaliste : 2011.